# Edmund Dwyer Gray
Edmund William Dwyer Gray (29 décembre 1845 - 27 mars 1888) est propriétaire d'un journal irlandais, homme politique et député à la Chambre des communes du Royaume-Uni de Grande-Bretagne et d'Irlande. Il est également lord-maire et plus tard haut shérif de la ville de Dublin et est un fervent partisan de Charles Stewart Parnell.

## Jeunesse et famille
Il est né le 29 décembre 1845 à Dublin, deuxième fils de John Gray et de sa femme, Anna Dwyer. Après ses études, il rejoint son père dans la gestion du Freeman's Journal, le plus ancien journal nationaliste d'Irlande. Lorsque son père meurt en 1875, Gray prend la direction du Journal et des autres journaux de sa famille tels que le Belfast Morning News et le Dublin Evening Telegraph.
En 1868, Gray sauve cinq personnes de la noyade dans une goélette détruite à Killiney Bay, une action pour laquelle il reçoit la médaille d'or du Fonds Tayleur pour bravoure de la Royal Humane Society. Par coïncidence, sa future épouse, Caroline Agnes Gray, qu'il rencontre peu de temps après, assiste au sauvetage. Agnes est la fille de Caroline Chisholm (une humanitaire anglaise réputée pour son travail dans le bien-être des femmes immigrées en Australie), et bien que Gray soit issu d'une famille protestante, il se convertit au catholicisme pour l'épouser. Le mariage à Londres le 17 juillet 1869 est célébré par l'évêque de Northampton. Le couple a un fils, Edmund Dwyer-Gray, qui succède à son père en tant que propriétaire de ses journaux et devient premier ministre de Tasmanie.

## Carrière politique
De 1875 à 1883, Gray est membre de la Dublin Corporation et, en 1880, effectue un mandat en tant que lord-maire de Dublin. Fait inhabituel pour un nationaliste irlandais, Gray est très concentré sur les affaires urbaines plutôt que rurales et, comme son père, est fortement impliqué dans la santé publique et l'approvisionnement en eau de Dublin. Il promeut également la réforme du système de santé municipal.
Gray se présente sans succès au siège de son père de Kilkenny City à Westminster lors de l'élection partielle de 1875 qui suit sa mort. Il remporte une élection partielle ultérieure en 1877, devenant député représentant Tipperary pour la Home Rule League. Aux élections générales de 1880, il remporte le siège du comté de Carlow. Aux élections de 1885, en tant que membre du Parti parlementaire irlandais, il l'emporte à Carlow et dans la nouvelle circonscription de Dublin St Stephen's Green et choisit de représenter cette dernière.

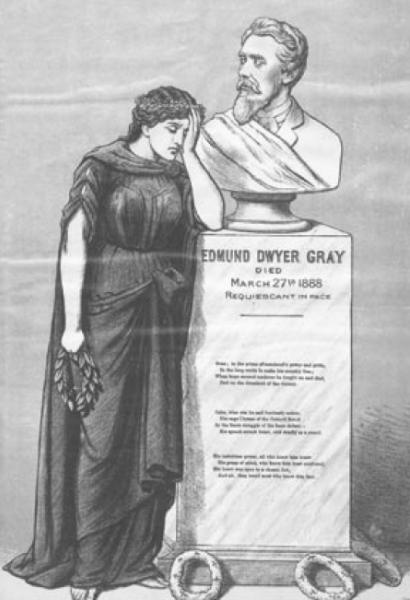
Caricature commémorative représentant Hibernia en deuil, publiée dans le journal United Ireland de Parnell peu après la mort de Gray.

Il est emprisonné pendant six semaines en 1882 pour des propos tenus dans le Freeman's Journal au sujet de la composition du jury dans le cas d'un procès pour meurtre. Gray est en fait haut shérif de la ville de Dublin au moment de son emprisonnement et, en raison du conflit de fonctions, est placé en garde à vue par le coroner de la ville .L'accusé dans l'affaire en question est ensuite pendu.
Grand buveur et asthmatique, Gray meurt à l'âge de 42 ans après une courte maladie le 27 mars 1888 et est enterré au cimetière de Glasnevin.